# Saint-Gildas-de-Rhuys

Saint-Gildas-de-Rhuys este o comună în departamentul Morbihan, Franța. În 1 ianuarie 2022 avea o populație de 1.784 de locuitori.